# Eve Macfarlane
Eve Macfarlane (* 27. September 1992 in Rangiora) ist eine neuseeländische Ruderin. Sie gewann 2015 den Weltmeistertitel im Doppelzweier.

## Sportliche Karriere
Eve Macfarlane begann 2009 mit dem Rudersport und gewann im gleichen Jahr die Silbermedaille mit dem neuseeländischen Achter bei den Junioren-Weltmeisterschaften 2009, bei den Junioren-Weltmeisterschaften 2010 siegte sie mit dem Vierer ohne Steuerfrau. Ebenfalls 2010 trat sie bei den Olympischen Jugend-Spielen in Singapur an und belegte den siebten Platz im Zweier.
2011 wechselte Macfarlane vom Riemenrudern zum Skullrudern. Bei den Weltmeisterschaften 2011 trat sie zusammen mit Sarah Gray, Louise Trappitt und Fiona Bourke im Doppelvierer an und gewann die Bronzemedaille. In der gleichen Besetzung belegte das Boot den siebten Platz bei den Olympischen Spielen 2012. 2013 trat Macfarlane mit dem neuseeländischen Achter an und belegte den siebten Platz bei den Weltmeisterschaften.
Nach einem Jahr ohne internationale Regattateilnahme kehrte Eve Macfarlane 2015 als Partnerin von Zoe Stevenson im Doppelzweier zurück. Die beiden siegten beim Weltcup in Varese und Luzern. Bei den Weltmeisterschaften 2015 auf dem Lac d’Aiguebelette gewannen die beiden Neuseeländerinnen den Titel vor dem griechischen und dem deutschen Boot. Bei den Olympischen Spielen 2016 belegten Stevenson und Macfarlane den zwölften Platz.
Nach den Olympischen Spielen legte sie eine Pause ein und startete erst 2019 wieder auf internationalen Wettkämpfen. Sie wechselte zum Riemenrudern und startete bei den Weltcups in Poznań und Rotterdam im Vierer ohne Steuerfrau. In dieser Bootsklasse trat sie auch bei den Weltmeisterschaften 2019 an und belegte dort einen 11. Platz. Dann kehrte sie zum Skullrudern zurück. Georgia Nugent-O’Leary, Ruby Tew, Eve Macfarlane, Olivia Loe bildeten den neuseeländischen Doppelvierer bei den Olympischen Spielen in Tokio. Die Crew belegte den achten Platz.